# アイ・スティル・ドゥ
『アイ・スティル・ドゥ』(英語: I Still Do)は、2016年に発表したエリック・クラプトン23枚目のスタジオ・アルバム。

## 解説
プロデューサーとエンジニアは、『スローハンド』のプロデュースおよび『Eric Clapton's Rainbow Concert』のエンジニアリングをつとめたグリン・ジョンズ。アルバム・ジャケットのクラプトンの肖像画は、ビートルズの『サージェント・ペパーズ・ロンリー・ハーツ・クラブ・バンド』やザ・フーの『フェイス・ダンシズ』等で知られるピーター・ブレイクが描いている。
「聖オーガスティンを夢でみた」はボブ・ディランのアルバム『ジョン・ウェズリー・ハーディング』収録曲。

## 収録曲
1. アラバマ・ウーマン・ブルース -Alabama Woman Blues
2. キャント・レット・ユー・ドゥ・イット - Can’t Let You Do It
3. アイ・ウィル・ビー・ゼア - I Will Be There
4. スパイラル - Spiral
5. キャッチ・ザ・ブルース - Catch The Blues
6. サイプレス・グローヴ  - Cypress Grove
7. リトル・マン、ユーヴ・ハッド・ア・ビジー・デイ - Little Man, You’ve Had a Busy Day
8. ストーンズ・イン・マイ・パスウェイ - Stones In My Passway
9. 聖オーガスティンを夢でみた - I Dreamed I Saw St. Augustine
10. アイル・ビー・オールライト  -  I’ll Be Alright
11. サムバディズ・ノッキン - Somebody's Knockin'
12. アイル・ビー・シーング・ユー - I’ll Be Seeing You
13. フレイト・トレイン - Freight Train

## レコーディング・メンバー
- エリック・クラプトン - ギター、タンブリン、ボーカル
- ヘンリー・スピネッティ - ドラム、パーカッション
- デイブ・ブロンジ - コントラバス、ベース
- アンディ・フェアウェザー・ロウ - キーボード、コーラス
- ポール・キャラック - ハモンドオルガン、コーラス
- クリス・ステイントン - キーボード
- サイモン・クライミー - キーボード、ギター
- ダーク・パウエル - アコーディオン、マンドリン、コーラス
- ウォルト・リッチモンド - ベース
- イーサン・ジョンズ - パーカッション
- ミシェル・ジョン - ボーカル
- シャロン・ホワイト - ボーカル
- Angelo Mysterioso(ジョージ・ハリスンの偽名[2]。) - アコースティック・ギター、ボーカル